# Tristichium mirabile
Tristichium mirabile är en bladmossart som beskrevs av Theodor Carl Karl Julius Herzog 1914. Tristichium mirabile ingår i släktet Tristichium och familjen Ditrichaceae. Inga underarter finns listade i Catalogue of Life.